# Toudja
Toudja est une commune de la wilaya de Béjaïa dans la région de Petite Kabylie en Algérie.

## Géographie

### Situation
Toudja est située dans le nord de la wilaya de Béjaïa, à seize kilomètres à l'ouest de son chef-lieu Béjaïa, la commune de Toudja est bordée au nord par la mer Méditerranée ; elle touche les communes de Béjaïa à l'est, Oued Ghir au sud-est, El Kseur au sud et Beni Ksila à l'ouest.
|            | Mer Méditerranée |           |
| Beni Ksila | Toudja           | Béjaïa    |
|            | El Kseur         | Oued Ghir |

Toudja couvre une superficie de 167,13 km2.
Les coordonnées géographiques de la commune au point central de son chef-lieu valent respectivement 36° 45′ 31″ Nord et 4° 53′ 36″ Est.

### Relief, géologie, hydrographie
À Toudja, se trouvent les magnifiques plantations d'oranges de Toudja, au milieu desquelles sortent de la roche les fameuses sources, déjà autrefois captées par les Romains, pour l'alimentation en eau potable de Saldae, et qui, aujourd'hui encore, peuvent assurer d'une façon constante, un débit très supérieur aux besoins de la ville.

### Transports
On accède à Toudja par la route de Béjaïa à Alger que l'on quitte au pont de l'Oued-Ghir après avoir dépassé le village de même nom pour s'engager sur le chemin de wilaya CW34 de Oued-Ghir à Cap Sigli. De Oued-Ghir à Toudja, le chemin s'élève très rapidement, en serpentant les flancs d'Aghbalou.
Une route carrossable passant par les crêtes, permet de revenir à Béjaia par le village de Dar-Nacer au pied des grottes du Gouraya si l'on ne veut suivre au retour la même route. Cette voie suit en partie le tracé de la conduite qui amène à Béjaia les eaux de la source de l'Aghbalou (1 317 mètres), qui domine toutes les cimes voisines et offre une belle ascension pouvant se faire, aller et retour en 5 heures. Sur cette route, à Tihnaïne, on voit plusieurs piliers de l'aqueduc romain dont l'un est marqué d'une sculpture représentant probablement un double phallus. Font référence à ces piliers deux ouvrages : Le Pont de Bereq'Mouch ou le Bond de Mille Ans, d'Augustin Ibazizen, pages 116 à 131, la Table Ronde, mars 1979 - Treillis au djebel- Les Piliers de Tihmaïne, (expérience pendant la guerre d'indépendance), d'Étienne Maignen, pages 158 à 162, Yellow Concept, mai 2004.

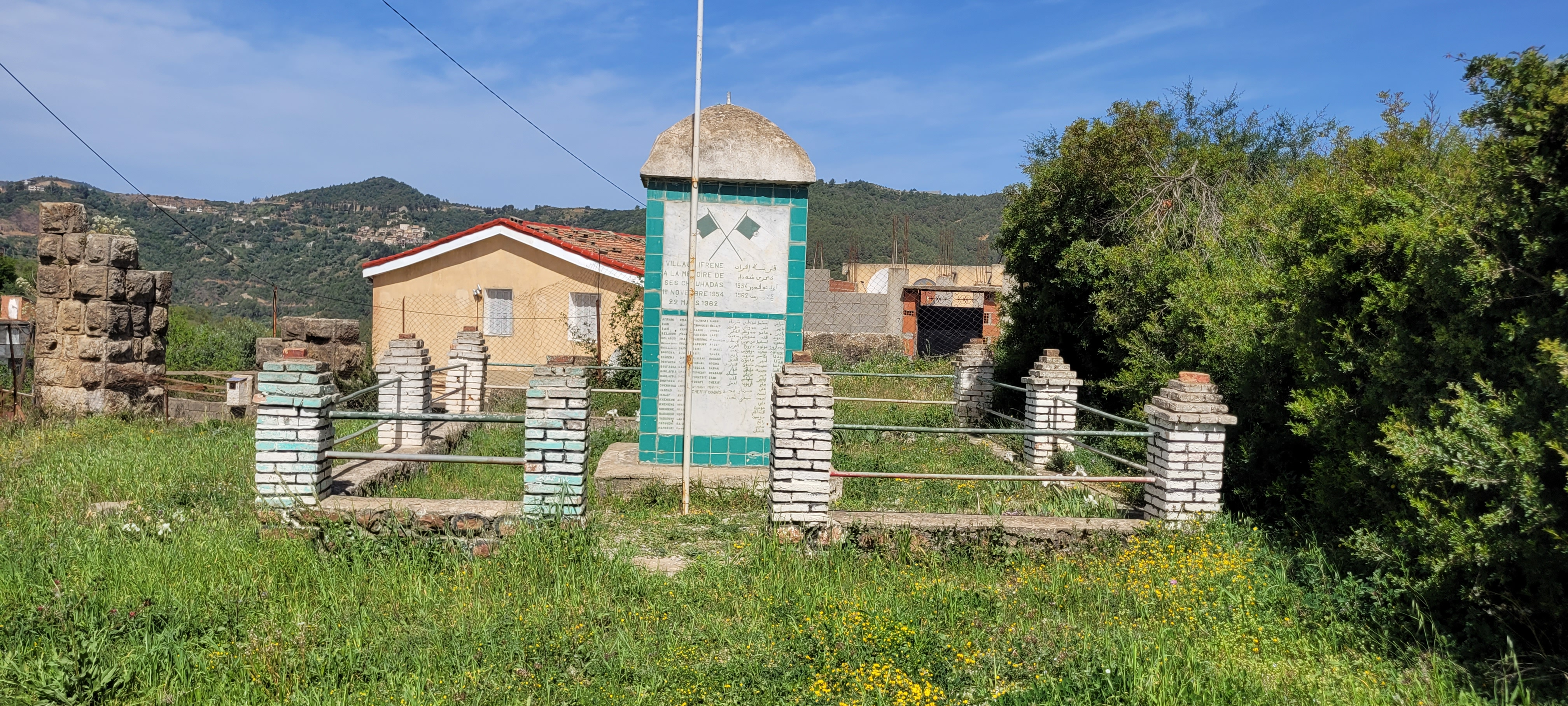
Mémorial (des Martyrs) de la Guerre d'Algérie à Ifrane,Toudja

De Toudja, une route, carrossable et praticable pour l'automobile, conduit en deux heures au phare de Cap Sigli, point situé sur le tracé de la future route du littoral qui continuera sur Alger par Azzefooun (anciennement Port-Gueydon) et Dellys, la route de Jijel à Béjaïa.

#### Routes
La commune de Toudja est desservie par plusieurs routes nationales:
- Route nationale 24: RN24 (route de Béjaïa).

### Lieux-dits, quartiers et hameaux
Outre son chef-lieu Toudja-centre, la commune de Toudja est composée, lors de sa création en 1984 dans ses limites actuelles, des localités suivantes : Ikhefoulma, Timanithin,    Ait amar, Tivilla, Ait Ismail, Ait-Youcef, Ifrene, Ait-Messaoud, Achlouf, Tala-Hiba, Cheurfa, Tiouririne, Aït-Ikhlef, Lahnaya, Ibelhadjen, Bouhatem, Souk-El-Djemaa, Isbikhèn, Ighil-N' Saïd, Assoumat, Tadrart, Tardham, Adghess, Tala Oumalou, Azoualen, Aït Oussalah, Ihegarène, Ihamiyène, Taguemount, Aït Rahmoune, Boudaoud, Ibaouchen, Boubecha, Bouberka, Imiloul, Tahnaït, Aït-Mazouza, Abrah, Attalah, Aït-Ali I, Aït-Ali II, Tala-N'Bouhi.
Actuellement, la commune est composée de l'agglomération chef-lieu, Toudja-centre, et notamment des agglomérations secondaires de Tala Hiba, Ifrene, Bouhatem et Tardem.

## Histoire

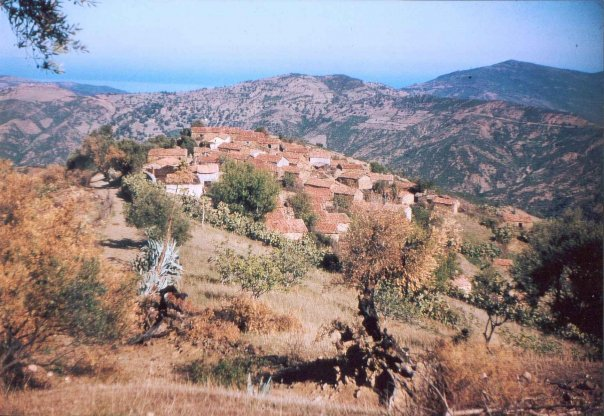
Le village d'Adɣes en 1956.

## Administration et politique

### Liste des maires depuis l'indépendance
Voici la liste des maires qui ont succédé à la commune de Toudja depuis l'indépendance du pays en 1962.
| No. | Nom             | Date du début   | Date de fin   |
| --- | --------------- | --------------- | ------------- |
| 01  | Maalioune Tahar | 31 juillet 1962 | 30 avril 1965 |
| 02  | Teblal Ali      | mai 1965        | février 1967  |

| No. | Nom                      | Date de début | Date de fin    |
| --- | ------------------------ | ------------- | -------------- |
| 03  | Debouz Mohand Arab       | mars 1967     | février 1971   |
| 04  | Boumertit Salah          | mars 1971     | février 1979   |
| 05  | Benachour Ali            | mars 1979     | décembre 1984  |
| 06  | Athmani Boualem          | janvier 1985  | mars 1987      |
| 07  | Belaoud Abdelkader       | avril 1987    | décembre 1989  |
| 08  | Chaalali Mohand          | janvier 1990  | juin 1990      |
| 09  | Hassissi Idir            | juillet 1990  | mars 1993      |
| 10  | Hamdikene Saïd dit Kamel | avril 1993    | novembre 1993  |
| 11  | Sadoun Tahar             | décembre 1997 | octobre 2002   |
| 12  | Ahadad Ahmed             | novembre 2002 | juillet 2005   |
| 13  | Hamdikene Saïd dit Kamel | août 2005     | décembre 2005  |
| 14  | Belaoud Rabah            | janvier 2006  | novembre 2007  |
| 15  | Hassissi Idir            | décembre 2007 | février 2010   |
| 16  | Baouche Mohamed          | mars 2010     | septembre 2010 |
| 17  | Bentabet Rabah           | octobre 2010  | novembre 2012  |
| 18  | Meddour Mohand           | décembre 2012 | novembre 2017  |
| 19  | Omer Mustapha            | décembre 2017 | octobre 2022   |
| 20  | Slimani Mahmoud          | octobre 2022  | à ce jour      |

## Économie
Commune principalement agricole, des oliveraies, des vergers et depuis une vingtaine d'années, une zone industrielle a vu le jour, principalement dans le domaine des eaux minérales et gazeuses.

## Patrimoine

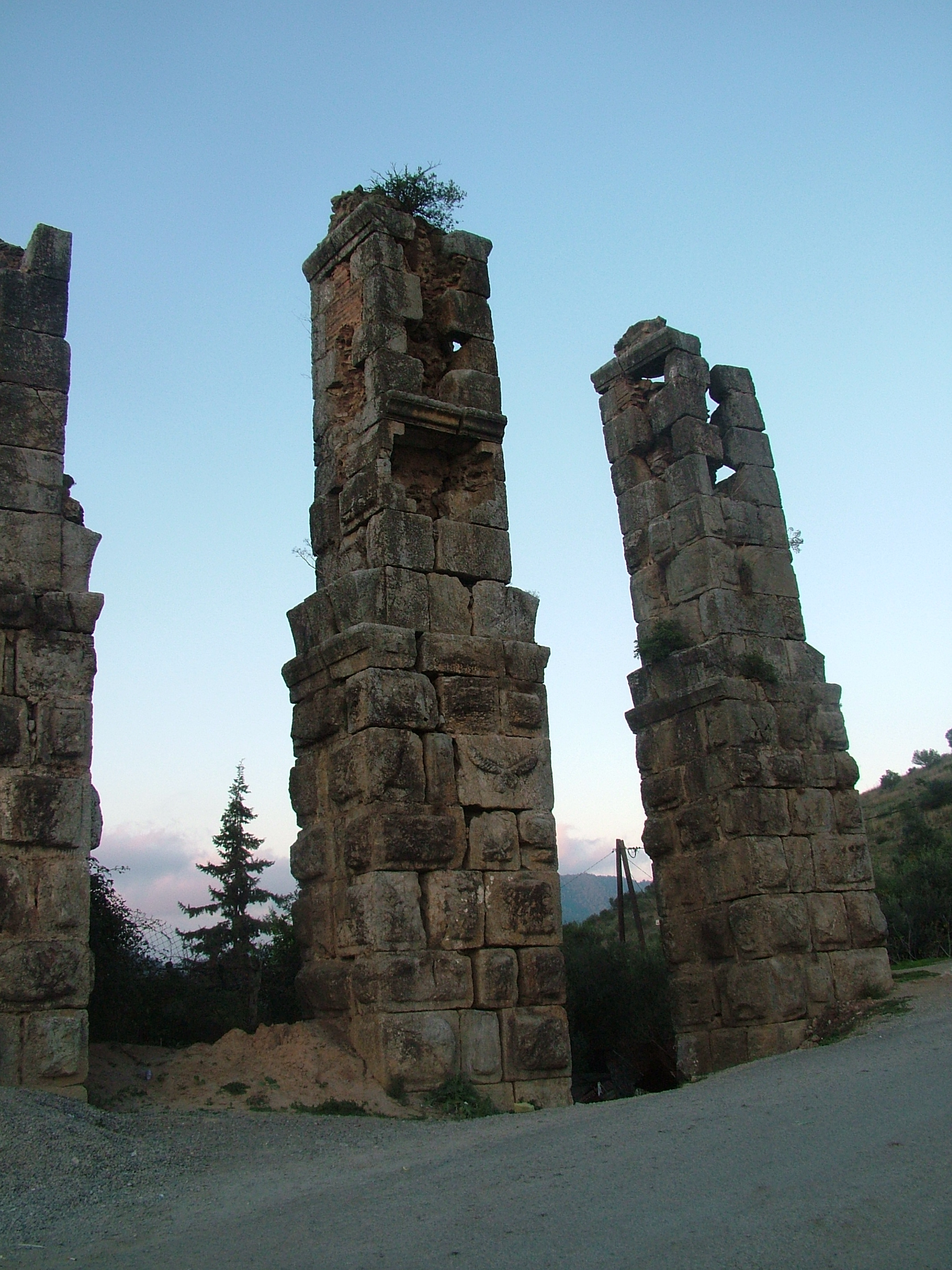
Vestiges de l'aqueduc romain de Toudja

Il existe au chef-lieu de la commune, un musée, inauguré au début des années 2000, dédié aux traditions de la region dans la domestication de l'eau pour l'irrigation et autres activités artisanales dénommé : Musée de l'Eau.

## Personnalités
- Abdelhafid Ihaddaden (1932-1961), premier ingénieur atomicien algérien.
- Malika Benarab Attou, députée au Parlement européen (2009-2014).
- Ahmed Aït Ouarab, ancien footballeur